# Repressione dell'eccesso di velocità

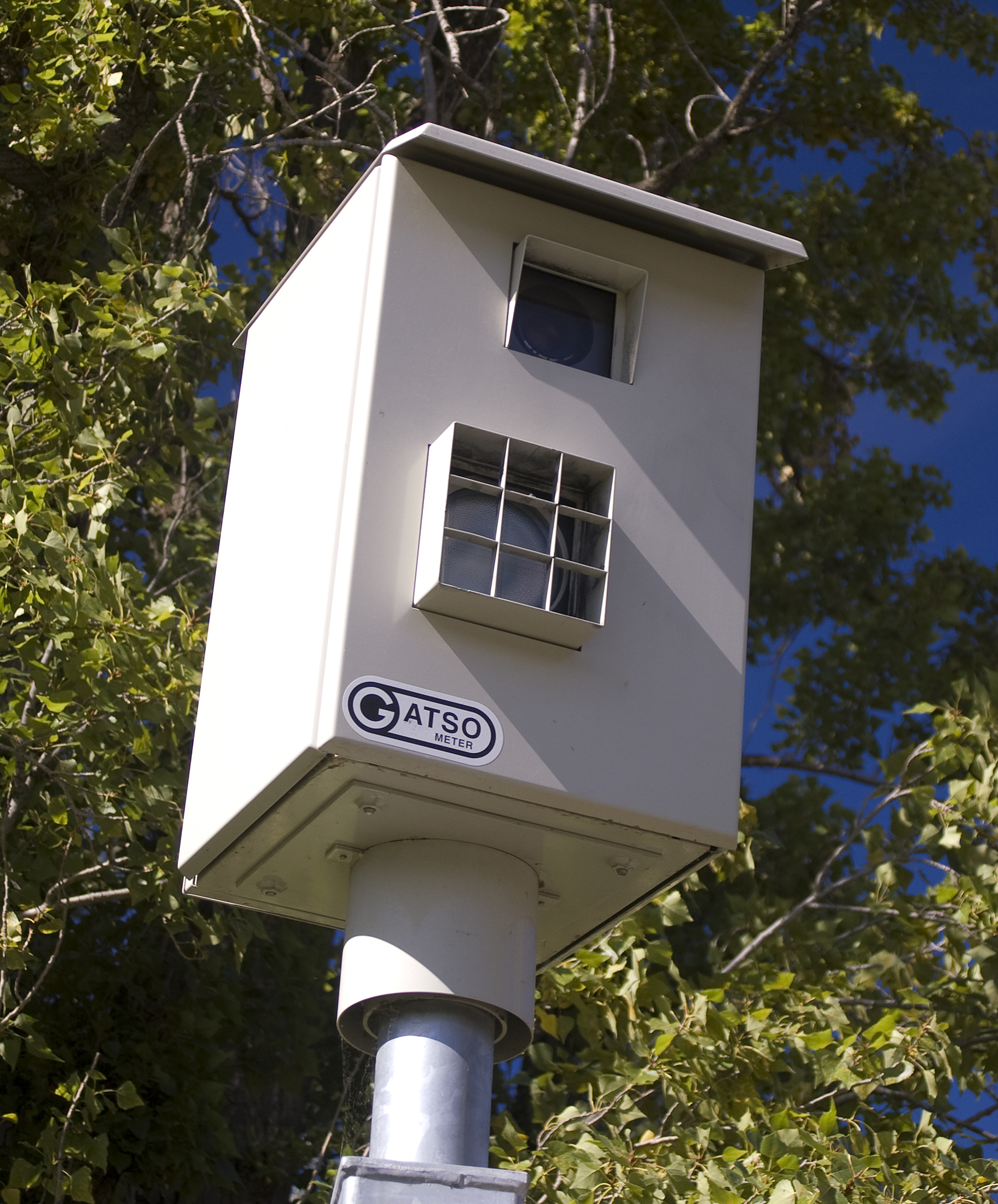
Dispositivo per il controllo della velocità Gatso a Canberra

La repressione dell'eccesso di velocità (o imposizione del limite di velocità) è il tentativo fatto dalle competenti autorità per migliorare l'ottemperanza ai limiti di velocità da parte di conducenti di mezzi di trasporto. I metodi usati comprendono rilevatori manovrati dalla polizia e "autovelox" automatizzati posti a bordo strada che possono integrare un sistema di riconoscimento automatico delle targhe dei veicoli. Tradizionalmente gli addetti alla polizia stradale usavano cronometri per misurare il tempo impiegato a percorrere un tratto di lunghezza nota. Più di recente sono stati introdotti pistole laser e sistemi automatizzati incorporati su auto di servizio.
Da una rassegna mondiale di studi è emerso che i dispositivi per la misurazione della velocità hanno portato a una riduzione tra l'11% e il 44% nei sinistri mortali e con lesioni gravi. Il ministero dei trasporti britannico ha stimato che le telecamere abbiano portato a una riduzione del 22% nelle collisioni con feriti e che nelle zone presidiate da telecamere sia morto il 42% in meno di persone. Il British Medical Journal ha recentemente riferito che le telecamere per la velocità sono state efficaci per ridurre incidenti e feriti nei paraggi, e ne ha raccomandato un più ampio dispiegamento. Uno studio del 2017 della LSE concludeva che "aggiungere altre mille telecamere alle strade britanniche potrebbe annualmente salvare fino a 190 vite, evitare fino a 1 130 scontri e mitigare la gravità di 330 serie lesioni."
La percezione che i limiti in una certa zona siano stabiliti e "perseguiti" prevalentemente come fonte di finanziamento per l'ente proprietario, invece che per migliorare la sicurezza stradale, ha dato luogo a controversie.

## Storia
La prima norma intesa a moderare la velocità del traffico stradale è il 1865 Locomotive Act nel Regno Unito, che fissava una velocità massima di 2 miglia orarie (3,2 km/h) nelle città e 4 miglia (6,4 km/h) nelle strade extraurbane, e imponeva che un uomo a piedi munito di bandiera rossa precedesse di 60 iarde (55 m) i veicoli definiti a motore. Nel 1878 il preavviso della "scorta appiedata" si ridusse a 20 iarde (18 m) e fu introdotto per i veicoli l'obbligo di fermarsi quando fosse in vista un cavallo. Il limite di velocità era effettivamente ridondante in quanto la velocità del veicolo non poteva superare la velocità a cui una persona poteva camminare.
Nel 1895 alcuni guidatori delle prime automobili leggere a vapore ritennero che esse avrebbero potuto essere legalmente classificate come carrozze senza cavalli e di conseguenza essere esentate dall'obbligo della "scorta pedonale". Fu eseguito un esperimento dal pioniere della motorizzazione John Henry Knight, che di conseguenza fu condannato per aver usato una locomotiva senza autorizzazione. Il Locomotives on Highways Act 1896 eliminò alcune delle limitazioni introdotte dal 1865 Act, e in particolare elevò a 14 mph (23 km/h) il limite di velocità per "locomotive leggere" fino a 3 t. Il limite fu ulteriormente innalzato a 20 miglia all'ora (32 km/h) dal Motor Car Act 1903.
Una commissione reale sui veicoli a motore nel Regno Unito riferì nel 1907 esprimendo preoccupazione per il modo in cui le speed trap (letteralmente, "trappole di velocità") venivano usate per aumentare gli introiti nelle zone agricole invece che essere impiegate per proteggere le vite in città. Nel dibattito parlamentare dell'epoca si osservò che "i poliziotti non si appostano nei villaggi in cui ci sono le persone che potrebbero correre dei pericoli, ma sono nascosti in siepi o fossati a margine delle strade più aperte del Paese" e che erano "manifestamente assurdi come protezione del pubblico, e in molte contee sono usati meramente per strappare denaro al viaggiatore di passaggio in un modo che ricorda quello dei briganti nel Medioevo."

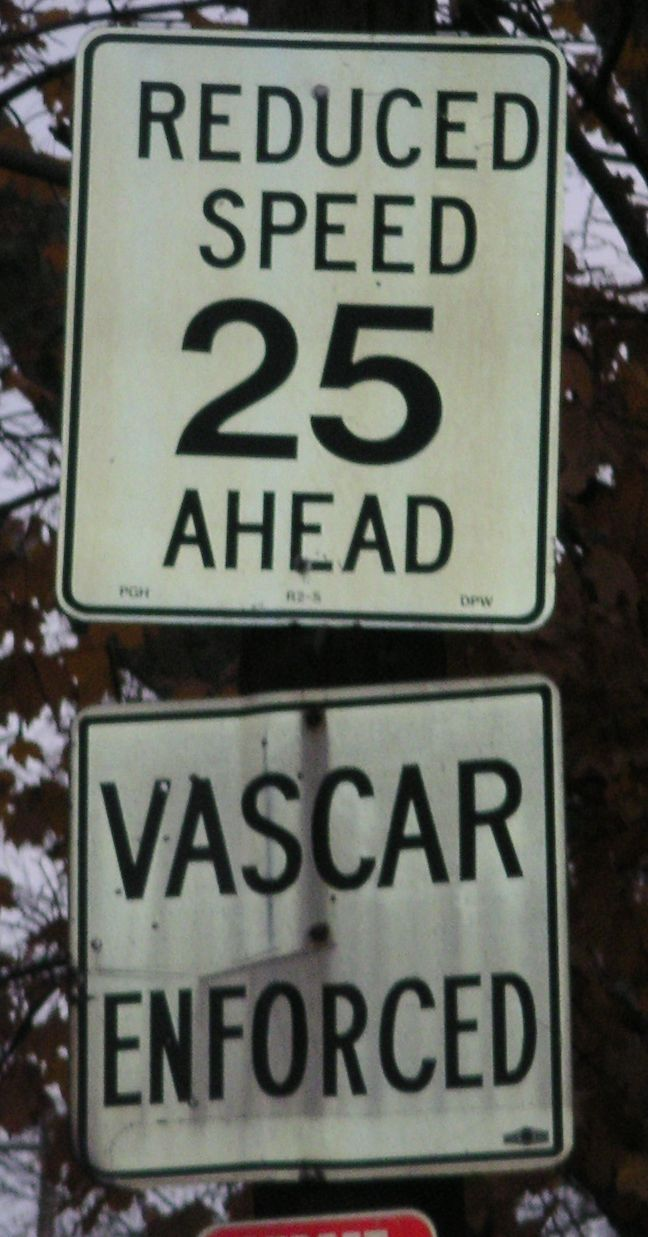
Segnale stradale che preannuncia la presenza di un VASCAR

Nel 1905 fu fondata The Automobile Association per aiutare gli automobilisti a evitare gli appostamenti della polizia per il controllo della velocità. Il Chief Justice Lord Alverston portò un caso giudiziario-test nel 1910 ('Betts -v- Stevens') contro un pattugliatore dell'Automobile Association e un conducente che correva potenzialmente troppo forte — il giudice stabilì che quando un pattugliatore segnalasse a un conducente spericolato di rallentare in modo da evitare una speed trap, quella persona avrebbe commesso l'illecito di "ostacolare un agente nel compimento del suo dovere" ai sensi del Prevention of Crimes Amendment Act 1885. In seguito, l'organizzazione sviluppò un sistema di avvertimento in codice utilizzato fino agli anni 1960 per cui un pattugliatore avrebbe sempre salutato il conducente di un veicolo di passaggio che esponeva un distintivo AA visibile a meno che ci fosse una speed trap nei paraggi, sul presupposto che i loro agenti non potessero essere perseguiti per non aver salutato.
La Gatsometer BV, fondata nel 1958 dal pilota di rally Maus Gatsonides, produceva il 'Gatsometer' descritto come un "dispositivo di misurazione della velocità rivoluzionario". Non è chiaro se l'invenzione avesse in origine finalità sportive, ma certamente a un certo punto fu commercializzato come strumento di lavoro per la polizia stradale. La Gatsometer afferma di aver sviluppato il primo radar per il traffico stradale nel 1971, ma questa pretesa è smentita dalle prove che apparecchi del genere fossero già in vendita nel 1967. La Gatsometer BV produsse la prima fotocamera mobile al mondo per il controllo della velocità nel 1982.
Il VASCAR era utilizzato negli Stati USA della Carolina del Nord, New York e Indiana già nel febbraio 1968.

## Metodi

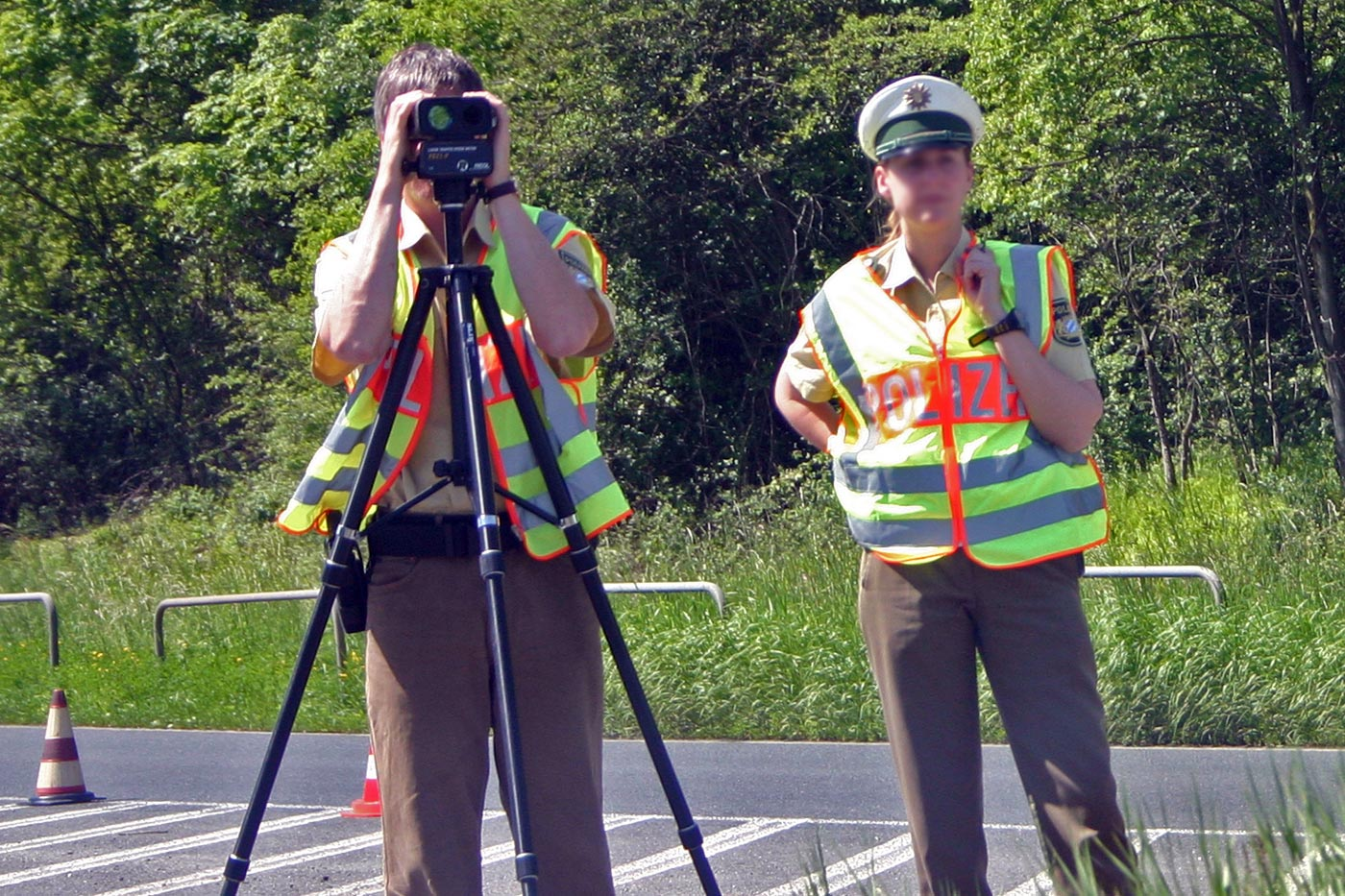
Poliziotti in Baviera controllano la velocità con una "pistola lidar" montata su cavalletto

In origine i limiti di velocità erano controllati cronometrando manualmente ("clocking") i veicoli che percorrevano le "speed trap" definite lungo un tratto stradale di lunghezza nota; la velocità media del veicolo era poi determinata dividendo la lunghezza del percorso per il tempo impiegato.

### Misurazione della velocità media
Il VASCAR è un apparecchio che semi-automatizza la misurazione del tempo e il calcolo della velocità media della "speed trap" in origine gestita manualmente. Un osservatore sul terreno, in un veicolo o nell'aria semplicemente preme un tasto quando un veicolo passa due cippi che si trovano a una distanza nota, tipicamente alcune centinaia di metri.
I sistemi automatic number plate recognition (ANPR) che usano una forma di riconoscimento ottico dei caratteri leggono la targa del veicolo. Un sistema computerizzato legge le targhe dei veicoli a due o più punti fissi lungo una strada, posti di solito a centinaia di metri o a qualche chilometro, poi usa la distanza nota tra tali punti per calcolare la velocità media di un veicolo. Dal teorema di Lagrange, sappiamo che la velocità del veicolo deve equivalere alla sua velocità media in qualche momento compreso tra le misurazioni. Se la velocità media eccede il limite di velocità, viene irrogata automaticamente una sanzione.
È noto che in alcuni Paesi come la Francia la polizia persegue i guidatori che eccedono in velocità desumendone la media dalle timbrature orarie in entrata e uscita dai caselli autostradali.
La repressione dell'eccesso di velocità mediante la misurazione della sua media è espressamente vietata in California.

### Misurazione istantanea della velocità

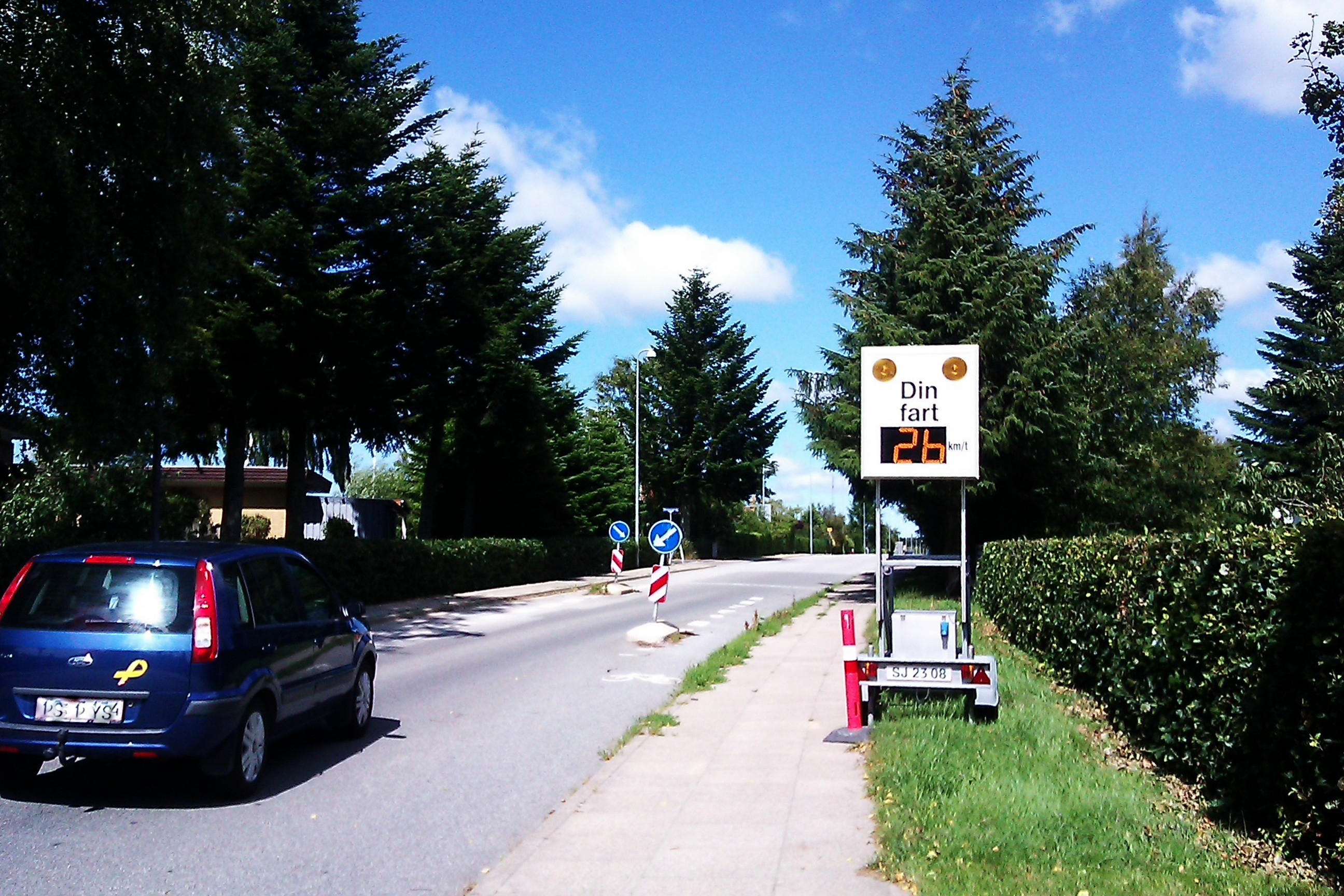
Misurazione automatica della velocità in Danimarca

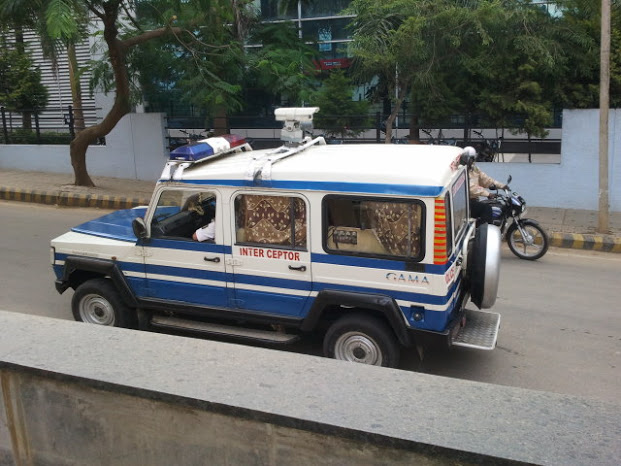
Traffic Speed Interceptor - Veicoli con telecamera per la velocità usati dalla polizia di Bangalore (India)

Le telecamere per la velocità istantanea misurano la velocità in un singolo punto. Possono essere sia strutture semi-permanenti sia allestite in forma temporanea. Possono essere usate diverse tecnologie:
- Le pistole laser usano un segnale a microonde puntato su in veicolo; si usa l'effetto Doppler per derivare la velocità del veicolo.
- Le pistole lidar usano il tempo di volo di impulsi laser per fare una serie di misurazioni "crono-marcate" della distanza del veicolo dal laser; i dati sono utilizzati per calcolare la velocità del veicolo stesso.[24]
- Sensori annegati nel fondo stradale a coppie, ad esempio strisce a distanza prefissata di materiale a induzione elettromagnetica o piezoelettrico.[25]
- Sensori infrarossi piazzati perpendicolarmente alla strada, ad esempio TIRTL.[26][27]

## Comparazione dinamica
Gli agenti in alcune giurisdizioni possono anche usare la comparazione, specie quando non è disponibile un più comodo apparecchio di misurazione radar della velocità — la velocità del veicolo della polizia è fatta corrispondere a quella del veicolo "bersaglio", e si usa il tachimetro calibrato dell'auto di pattuglia per inferire la velocità dell'altro.

### Fotocamere
Negli ultimi anni molte giurisdizioni hanno cominciato a usare fotocamere per registrare i trasgressori. Questi apparecchi individuano veicoli che stanno superando il limite di velocità e ne fotografano le targhe.

### Altro
Alcune giurisdizioni, tra cui Australia e Ohio, permettono che siano contestate violazioni basate sulla valutazione soggettiva di un agente di polizia. In futuro sarà possibile tracciare l'adeguatezza della velocità attraverso "scatole nere" GPS per trasgressori recidivi identificati nella sezione dell'''Australian National Road Safety Strategy 2011 - 2020'' sul sistema di adattamento intelligente della velocità.

## Efficacia

### Fotocamere per la velocità
- A prescindere dai problemi di legalità in alcuni Paesi e Stati[31] e da qualche sporadica opposizione, l'efficacia delle fotocamere è documentata ampiamente. L'introduzione a The Effectiveness of Speed Cameras. A review of evidence di Richard Allsop, contiene questo brano della prefazione di Stephen Glaister, direttore del RAC (Royal Automobile Club). "Mentre la presente relazione illustra in modo esauriente il contesto in cui si colloca l'introduzione degli autovelox e la necessità di limiti di velocità, il suo compito non è quello di giustificare perché i limiti nazionali sono ciò che sono; una revisione dei limiti di velocità per vedere se sono basati su basi solide è per un altro giorno. Ciò che ha fatto è dimostrare che nei siti di installazione delle telecamere le velocità sono state ridotte e che, di conseguenza, le collisioni con conseguenti lesioni sono diminuite. Il governo ha affermato che la decisione sull'opportunità di finanziare gli autovelox deve essere presa a livello locale. Con l'attuale pressione sui fondi pubblici, ci sarà — anzi c'è già — chi dice che i pochi soldi che ci sono possono essere spesi meglio. La presente relazione cerca di differenziarsi. I dispositivi sono già lì; dimostrano un buon rapporto qualità-prezzo, ma non sono significativi introiti per il Tesoro; hanno dimostrato di salvare vite umane; e nonostante i titoli dei giornali, la maggior parte delle persone ne accetta la necessità. Gli autovelox non dovrebbero mai essere l'unica arma nell'arsenale della sicurezza stradale, ma non dovrebbero nemmeno essere assenti dalla battaglia".
- La Cochrane Review del 2010 sulle fotocamere per la prevenzione di lesioni e morti da circolazione stradale[3] riferiva che tutti i 28 studi accettati dagli autori avevano constatato che l'effetto delle speed camera era una riduzione di tutte le collisioni, le lesioni da collisione, e le morti o le lesioni gravi correlate. "Ventotto studi hanno misurato l'effetto sugli scontri. Tutti e 28 hanno trovato un numero minore di scontri nelle zone delle fotocamere dopo l'applicazione del programma. Nelle vicinanze delle zone d'installazione, la riduzione andava dall'8% al 49% di tutti gli scontri, e la maggior parte degli studi stimava una riduzione compresa tra il 14% e il 25%. Per le collisioni con lesioni l'abbattimento andava dall'8% al 50% e per i sinistri mortali o con feriti gravi il taglio stava nell'intervallo tra l'11% e il 44%. Gli effetti su zone più estese indicavano riduzioni complessive tra il 9% e il 35%, con la maggior parte degli studi che dichiarava contrazioni tra l'11% e il 27%. Per i sinistri mortali/con feriti gravi, la "forbice" della riduzione andava dal 17% al 58%, con il grosso degli studi che esponeva un intervallo di tagli tra il 30% e il 40%. Gli studi su periodo prolungato mostravano che tali positive tendenze fossero mantenute o migliorate nel tempo. Tuttavia, gli autori ammettevano che l'entità del beneficio degli "autovelox" "non è attualmente deducibile" a causa dell'imperfetto rigore metodologico di molti dei 28 studi citati, e raccomandavano che "sono necessari ulteriori studi di natura scientificamente rigorosa ed omogenea, per dare una risposta sull'entità dell'effetto".
- Secondo lo studio National Cooperative Highway Research Program del 2003 sul Red Light Running (RLR), "l'applicazione automatizzata di RLR può essere un'efficace contromisura di sicurezza… Risulta dai risultati di diversi studi che, in generale, le telecamere RLR possono portare ad una riduzione degli incidenti con angoli più severi con, nel peggiore dei casi, un leggero aumento degli scontri meno severi nella parte posteriore.[32] Tuttavia ha osservato che "non ci sono sufficienti prove empiriche basate su adeguate procedure di progettazione sperimentale per affermare definitivamente questo".
- Il rapporto 2010, "The Effectiveness of Speed Cameras A review of evidence",[33] di Richard Allsop conclude: "I risultati di questa revisione per la RAC Foundation, sebbene raggiunti indipendentemente, sono essenzialmente coerenti con le conclusioni della Cochrane Review. Sono inoltre ampiamente coerenti con i risultati di una meta-analisi riportata nell'autorevole Manuale delle misure di sicurezza stradale, di 16 studi, che non comprendono il rapporto di valutazione quadriennale, degli effetti delle telecamere fisse sul numero di collisioni e vittime".
- Uno studio condotto in Alabama rivela che le Red Light Camera (RLC, dispositivi noti da noi come "Photored")[34] sembrano avere un lieve influsso nel tempo necessario per liberare il crocevia; le intersezioni dotate di RLC sono utilizzate un secondo meno di quelle sprovviste; e il manuale della capacità autostradale stima un tempo perso più breve e quindi può sovrastimare la capacità dell'intersezione.[35]
- Nel 2001 il Nottingham Safety Camera Pilot ha raggiunto la "conformità praticamente completa" sul raccordo anulare della città utilizzando fotocamere per la velocità media[36] in tutte le installazioni SPECS del Nottinghamshire, mentre i valori KSI (Killed /Seriously Injured, "morti/feriti gravi") sono diminuiti in media del 65%.[37]
- Nel 2003 Injury Prevention ha riferito che gli "autovelox" sono stati efficaci nel ridurre gli incidenti e le lesioni e ne ha raccomandato un impiego più vasto.[38] Nel febbraio 2005 il British Medical Journal ha riferito che gli autovelox sono stati un intervento efficace nel ridurre gli incidenti stradali e le relative vittime, rilevando tuttavia che la maggior parte degli studi finora condotti non ha avuto gruppi di controllo soddisfacenti.[39] Nel 2003 l'Acting Chief Inspector delle pattuglie motorizzate della Northumbria Police ha suggerito che le telecamere non riducono gli incidenti ma aumentano le entrate — una dichiarazione ufficiale della polizia ha poi ribadito che gli autovelox riducono le vittime.[40]
- Nel dicembre 2005 il Ministero dei trasporti ha pubblicato un rapporto quadriennale sulle partnership per le telecamere di sicurezza, in cui si conclude che si è registrata una riduzione del 22% delle collisioni per lesioni personali e del 42% di persone morte o gravemente ferite in seguito all'installazione delle telecamere.[41] The Times ha riferito che questa ricerca ha dimostrato che il dipartimento aveva in precedenza esagerato i benefici per la sicurezza degli autovelox, ma che i risultati erano comunque "impressionanti".[42]
- Un rapporto pubblicato dalla RAC Foundation nel 2010 stimava che 800 persone in più all'anno avrebbero potuto essere uccise o gravemente ferite sulle strade del Regno Unito se tutti gli autovelox fossero stati rimossi.[43] Un'indagine condotta da The Automobile Association nel maggio 2010 ha indicato che gli autovelox sono condivisi dal 75% dei suoi membri.[44]
- La città di Swindon ha abbandonato l'uso di telecamere fisse nel 2009, mettendone in discussione il rapporto costo-efficacia con la sostituzione delle telecamere con segnali di avvertimento attivati dai veicoli e l'applicazione della polizia con autovelox mobili:[45] nei nove mesi successivi allo spegnimento c'è stata una piccola riduzione del tasso di incidenti che è leggermente cambiato in periodi simili prima e dopo lo spegnimento (Prima: 1 incidente mortale, 1 grave e 13 incidenti lievi. In seguito: nessun decesso, 2 incidenti gravi e 12 incidenti lievi).[46] Il giornalista George Monbiot ha sostenuto che i risultati non erano statisticamente significativi, evidenziando i risultati precedenti in tutto il Wiltshire: c'era stata una riduzione del 33% nel numero di persone uccise e gravemente ferite in generale e una riduzione del 68% nei siti di ripresa nei tre anni precedenti.[47] Nel 2012, la città ha registrato il minor numero di incidenti per 1000 veicoli immatricolati: un risultato collegato dal Local Authority Member for Council Transformation, Transport and Strategic Planning alla rimozione degli autovelox e al conseguente finanziamento aggiuntivo per la sicurezza stradale, oltre a una stretta collaborazione con la polizia.[48]

## Raccolta di prove

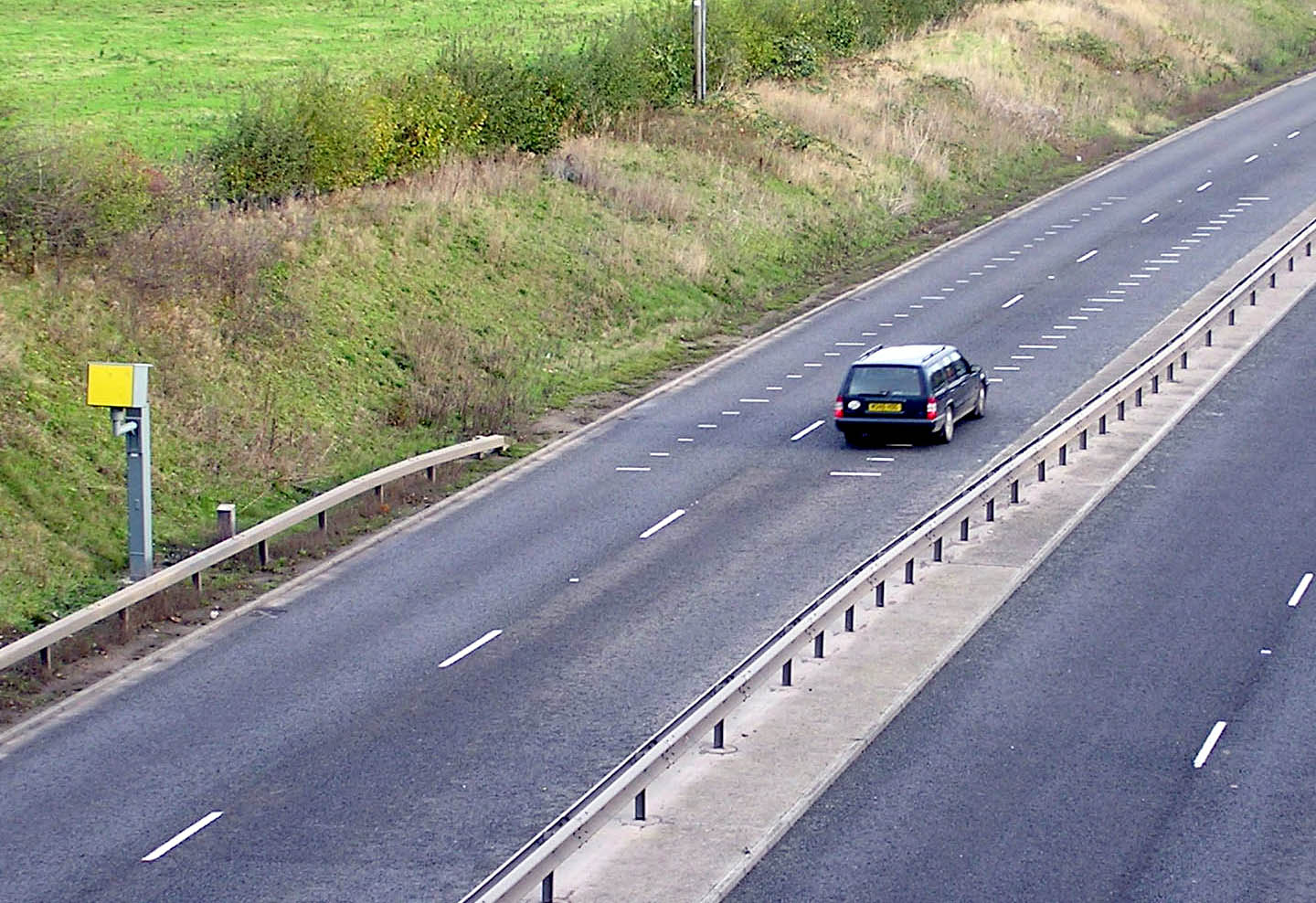
Autovelox fisso nel Regno Unito con segni di calibrazione stradale.

Le fotografie sono tipicamente sovrastampate con data-ora mediante un sistema cronografico ad alta risoluzione in modo che la velocità del veicolo possa se necessario essere controllata manualmente a posteriori usando il metodo di calcolare la sua velocità attraverso una serie di linee calibrate (dette "denti di drago") tracciate sul manto stradale.
Il passaggio dalla "pellicola umida" analogica alla tecnologia digitale ha rivoluzionato gli autovelox, in particolare la manutenzione e il processo amministrativo necessario per emettere gli avvisi di sanzione. Le immagini di fotocamere digitali possono essere trasferite nel giro di qualche secondo ad un ufficio remoto attraverso un collegamento di rete, e un programma di riconoscimento ottico dei caratteri può automatizzare la "lettura" dei numeri di registrazione.
Tra i tipi di fotocamera ricordiamo Gatso, Truvelo Combi e D-cam.

## Evitamento ed elusione

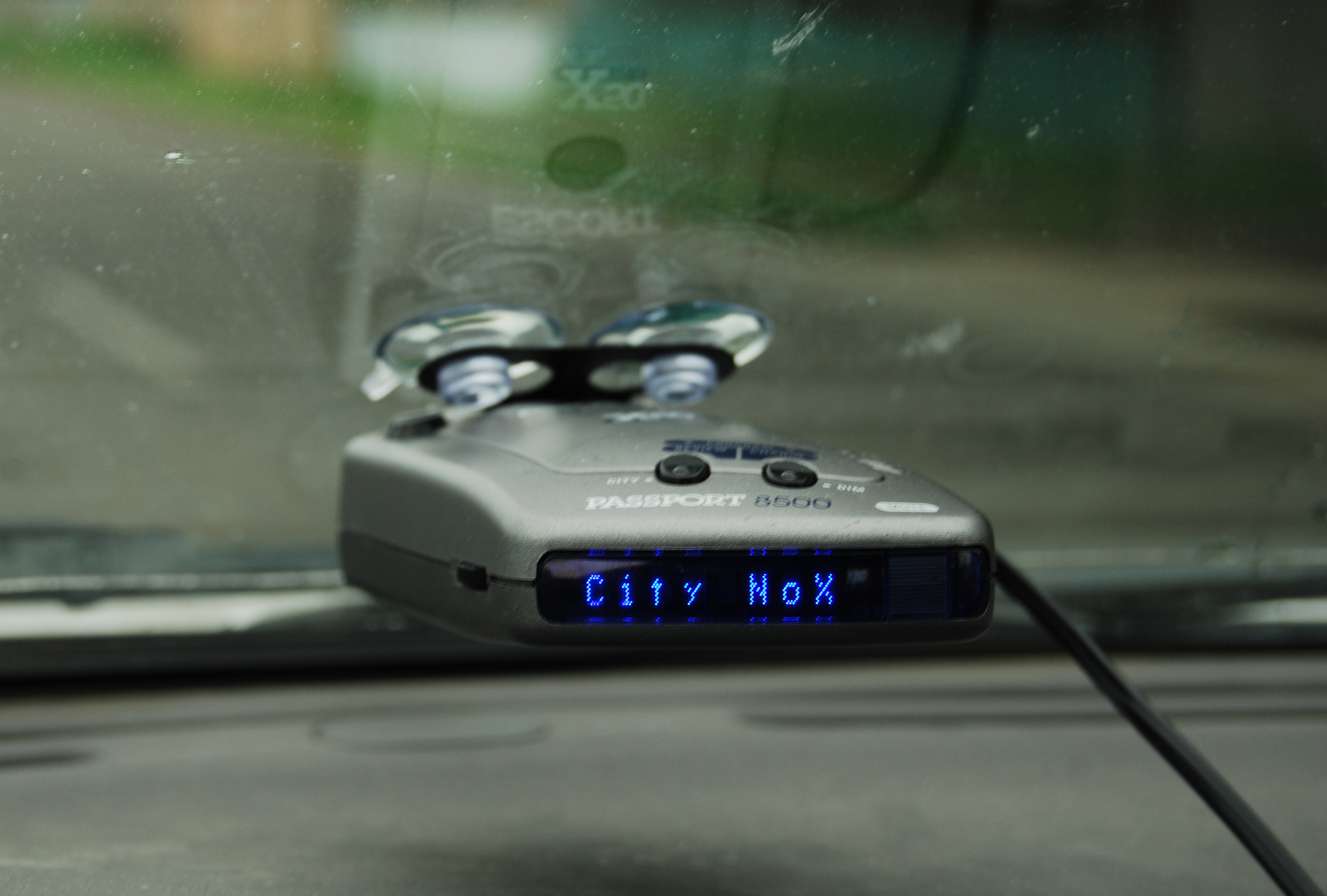
Rilevatore passivo di RADAR e LIDAR.

Alcuni conducenti usano rilevatori passivi di radar e LIDAR, con l'intenzione di eludere i controlli rallentando in prossimità delle zone presidiate dalle forze dell'ordine. Lo status giuridico di siffatti dispositivi varia da una giurisdizione ad un'altra. Per esempio, sono per lo più legali negli Stati Uniti, ma illegali nella maggior parte del Canada. Talora sono utilizzati dei dispositivi di contrasto attivo — in tal caso, i segnali radar o LIDAR vengono "inceppati" con emissioni di disturbo. Questi apparecchi sono ritenuti illegali più spesso di quanto avviene con gli strumenti "passivi".
I conducenti possono lampeggiare con i fari per segnalare ad altri conducenti che si stanno avvicinando ad una speed trap. Anche questo comportamento è valutato legittimo da alcune giurisdizioni, e non da altre. Negli Stati Uniti è comune che i conducenti dotati di apparato CB si notifichino reciprocamente l'ubicazione delle speed trap.
Nel 2006 l'Automobile Association britannica pubblicò una controversa mappa stradale comprendente le posizioni di migliaia di autovelox fissi — e fu la prima volta che questa informazione si trovava in un documento stampato, ancorché informazioni più accurate e aggiornate, fondate su geolocalizzazione GPS, fossero liberamente disponibili già qualche tempo prima.
Applicazioni per dispositivi mobili come Njection, Trapster, e Waze forniscono notizie in tempo reale su autovelox e condizioni stradali. Queste applicazioni fanno affidamento sugli utenti per mantenere aggiornati i database. Oltre a queste applicazioni mobili che potrebbero essere considerate prone all'elusione, ce ne sono di simili che vengono classificate quali tecnologie di adattamento intelligente della velocità, e quindi conformi alla legge, tanto che in Australia le strategie pubbliche di sicurezza stradale di ogni livello amministrativo raccomandano l'adozione di dette tecnologie.
In Belgio, Germania e Paesi Bassi, la posizione degli autovelox è annunciata con riferimento alla progressiva chilometrica ad intervalli regolari sulle principali stazioni radio. Di converso, divulgare l'esatta posizione di un autovelox è illegale in Francia; alcune applicazioni mobili aggirano il divieto mostrando una "zona di pericolo" generico sul punto interessato al monitoraggio.

## Aspetti controversi
Alcuni gruppi come la National Motorists Association definiscono la speed trap più restrittivamente come un posto in cui "l'attività di polizia stradale è volta a spillare denaro ai conducenti più che a migliorare la sicurezza". Quando la velocità sulle statali crolla improvvisamente perché attraversano il territorio di un comune che specula sulle cosiddette multe, ne può derivare paradossalmente un pericolo per la sicurezza stradale, e negli Stati Uniti sono state adottate delle iniziative per contrastare detta prassi. Alcune forze di polizia sono state costrette allo scioglimento a causa di una "caccia all'eccesso di velocità" troppo zelante. Ad ogni modo, da una meta-analisi di studi risulta che gli autovelox automatici possano aver ridotto il numero di morti e feriti da incidente stradale.

## Lotteria
Kevin Richardson propose l'idea di premiare i conducenti rispettosi dei limiti con una lotteria in denaro, finanziata con le somme pagate dai guidatori indisciplinati. La cosa fu sperimentata a Stoccolma nel novembre del 2010.

## Tolleranze
È possibile che modesti superamenti del limite legale di velocità non vengano sanzionati. Negli Stati Uniti, la soglia di tolleranza di solito è a discrezione dell'agente che sta operando. Alcuni Stati (come Pennsylvania e Florida) hanno tolleranze fissate ufficialmente.
Uno studio su oltre mille violatori di limiti in USA e Canada esaminò i fattori da cui prevedere le "multe" irrogate dagli agenti di polizia. In entrambi i Paesi i conducenti venivano fermati per aver superato il limite mediamente di almeno 26 km/h (16 mph), venendo sanzionati intorno a US$144. Come prevedibile, i trasgressori che marciavano alle velocità più elevate erano puniti con somme maggiori. Anche le dichiarazioni rilasciate alla polizia influenzavano l'ammontare addebitato. Il 46% dei guidatori nello studio figurano aver presentato delle scuse (ad esempio, "non mi sono reso conto della velocità cui procedevo"), che costituivano il tipo più comune di reazione verbale. Scuse, giustificazioni, e smentite non hanno diminuito l'importo delle sanzioni. Quasi il 30% dei conducenti espresse pentimento (ad esempio, "sono spiacente") ricevendo considerevoli sconti di "pena". Dichiararsi pentiti è stato utile soprattutto a chi superava ampiamente il limite. I trasgressori americani che si dichiararono pentiti per violazioni della fascia più alta (21 mph) subirono sanzioni US$49 inferiori ad altri che "correvano" altrettanto forte, ma non avevano dichiarato rincrescimento. Benché la ricerca indichi una correlazione tra pentimenti e sanzioni più lievi, la maggior parte dei conducenti che si dichiararono pentiti furono comunque puniti in qualche misura. Per mantenere un campione relativamente normale di "velocisti", furono esclusi dallo studio una piccola percentuale di guidatori che aveva fatto registrare eccessi estremi di velocità (80 km/h (50 mph) o più sopra il limite) o le sanzioni molto elevate (US$500 e oltre).
Poiché le regole costruttive dei veicoli più vecchi permettevano un margine di errore nei tachimetri di +/- 10%, nel Regno Unito le linee guida ACPO raccomandano una tolleranza sui limiti di velocità "×10% +2 mph" (per esempio, una tolleranza massima in una zona 30 mph (50 km/h) di 30 + (30 × 10% = 3) + 2 = 35 mph).
In Germania si tolgono sempre almeno 3 km/h (il 3% della velocità misurata quando si corre oltre i 100 km/h) in favore del trasgressore. Questa soglia può crescere fino al 20% in più a seconda del metodo di misurazione. Le sanzioni per velocità eccessiva dipendono dall'ampiezza del superamento e dal luogo in cui si compie la violazione. L'eccesso nei centri abitati porta invariabilmente a sanzioni più alte che se compiuto fuori città. Le sanzioni per trasgressioni minori tendono ad essere moderate, ma l'infrazione di oltre 20 km/h (12 mph) dà luogo a "multe" notevolmente alte e decurtazione di punti alla patente del guidatore, e, a seconda della velocità a cui è stato "cronometrato" il trasgressore, può far scattare la sospensione della patente per almeno un mese.
Lo Stato di Victoria (Australia) consente solo 3 km/h (1,9 mph) di tolleranza per le camere mobili e 2 km/h (1,2 mph) per le camere fisse sul presupposto che, sebbene l'aumento di rischio sia inferiore, ci sono molti più guidatori coinvolti, il che crea un rilevante rischio lungo tutta la rete stradale. Un'altra spiegazione è che gli apparati della polizia sono accurati fino ad 1 km/h, e che una tolleranza di 2-3 km/h è il margine minimo di cui la polizia ha bisogno per confutare ogni argomentazione processuale imperniata sulla precisione del suo equipaggiamento per misurare la velocità. La tolleranza sulla velocità nel Nuovo Galles del Sud fu un tema elettorale nel 2011, in seguito alla mossa della commissione bilancio del governo uscente laburista dello Stato volta ad abolire il margine di 3 km/h per aumentare le entrate.
La politica di controllo della velocità può avere riflessi sull'applicazione reale della legge. Secondo un rapporto del 1994 della AASHTO (associazione USA di operatori di polizia stradale), "l'esperienza ha dimostrato che i limiti di velocità posti arbitrariamente al di sotto di quello che la gente sente come ragionevole e prudente sono difficili da far osservare, producono indisciplina, inficiano il rispetto della legge, creano inutile ostilità verso gli agenti di polizia, e dirottano il traffico su strade secondarie".
In Messico il limite massimo di velocità è 80 km/h sulle strade a scorrimento e sulle altre urbane. Però non sono applicate sanzioni sotto i 90 km/h, in pratica riconoscendo una tolleranza di 10 km/h. Gli agenti della Policía Federal (Città del Messico) e quelli di polizia stradale (Guadalajara) possono applicare le norme sulla velocità solo se un veicolo sta procedendo ad una velocità irragionevole rispetto alle condizioni di traffico. La velocità massima ammessa su tutte le strade principali messicane è 110 km/h. 

## Metodi delle forze dell'ordine
Condizioni locali, norme e procedure della polizia comportano che le tattiche adottate per sorprendere i trasgressori dei limiti siano piuttosto varie. In alcune zone, la polizia può adottare un sistema più sottile, nascondendo operatori e apparecchi quanto più possibile; altre giurisdizioni impongono un presidio ampiamente visibile, con le camere dipinte di giallo, e agli agenti non sono consentiti espedienti come accostare l'autovelox a quello che può sembrare un mezzo in avaria, mentre in realtà stanno gestendo una speed trap.
Le autorità non possono sorvegliare ogni veicolo su ogni strada — la limitatezza delle risorse generalmente comporta che la vigilanza sui limiti debba avvenire in modo mirato. Uno studio in Nuova Zelanda concluse che il comportamento dei conducenti può essere influenzato tanto dall'effettiva sorveglianza quanto dalla possibilità percepita di essere colti in fallo.

### Reciprocità giurisdizionale
Molte giurisdizioni applicano la reciprocità nelle violazioni stradali, nel senso che i conducenti non residenti sono trattati al pari dei residenti quando siano loro contestate infrazioni avvenute in altre giurisdizioni. Parallelamente si adoperano affinché le sanzioni, anche riguardanti la patente a punti e il conseguente aumento dei premi assicurativi si riverberino sul conducente, una volta che fa rientro a casa. Il principio generale di questi patti interstatali, interprovinciali, e/o internazionali garantiscano la regola 'una patente, una storia'.

## "Repressione privata"
Nel 2001, con un'operazione controversa, la Acme-Rent-a-car (società di autonoleggio) in Connecticut tentò di usare una clausola nel contratto di noleggio per notificare sanzioni ai clienti che avessero superato limiti di velocità, secondo le rilevazioni dell'unità di geolocalizzazione GPS a bordo delle sue vetture. La compagnia fu citata in giudizio e condannata a recedere da questa pratica.

### Morte di lavoratori autovelox
Doug Georgianni, 51 anni, fu colpito da arma da fuoco mentre lavorava su un furgone photo radar su una strada statale di Phoenix, e benché trasportato in ospedale, non sopravvisse alle ferite.

### Vendette vandaliche sulle apparecchiature
Gli atti di rappresaglia contro autovelox e affini sono diventati frequenti in tutto il mondo.

## Questioni locali

### Australia

#### Nuovo Galles del Sud
Nell'agosto 2005 a Sydney (Australia) la foto di un autovelox fu contestata giudizialmente affermando che la crittografia hash MD5 usata per proteggere da manomissioni la foto digitale non era abbastanza robusta da garantire che non fosse alterata. Il magistrato Lawrence Lawson deferì alla Roads and Traffic Authority (RTA) di dimostrare con la deposizione di un esperto che le fotografie erano a prova di manomissione, ma la RTA non ne fu in grado. Il ricorrente vinse la causa, con rifusione delle spese.
Nel giugno 2011 si riferì che il governo del Nuovo Galles del Sud (NSW) aveva accumulato 350 milioni di dollari australiani grazie agli autovelox nei cinque anni precedenti. Il Ministro delle strade accusò il precedente governo laburista di aver usato gli autovelox per fare cassa; l'Auditor-General fu quindi incaricato di indagare su tutti i 141 autovelox fissi sul territorio dello Stato. Dopo la pubblicazione del rapporto, 38 autovelox, collocati per lo più sulle strade statali, furono disattivati dato che l'Auditor-General aveva determinato che non presentavano alcun significativo vantaggio per la sicurezza stradale. Il rapporto concludeva pure che era "troppo presto" per decidere se gli autovelox incidevano sulla sicurezza stradale, sebbene i primi risultati indicassero che i conducenti riducevano gli eccessi di velocità. Per far fronte alle perplessità dell'opinione pubblica, ora la RTA monitorerà annualmente l'efficacia di ciascuna telecamera fissa.

#### Australia Meridionale
Si era previsto che il governo dell'Australia Meridionale (SA) avrebbe raccolto 138 dollari australiani nel periodo 2011-2012 dalle attività di contrasto all'eccesso di velocità. Avevano incassato 114 milioni nel 2010-2011. Il governo SA sta resistendo alle azioni dell'opposizione per istituire una commissione di inchiesta circa efficacia ed efficienza nell'impiego degli autovelox: se siano usati per la sicurezza stradale, per fare cassa, o per entrambi.

#### Victoria

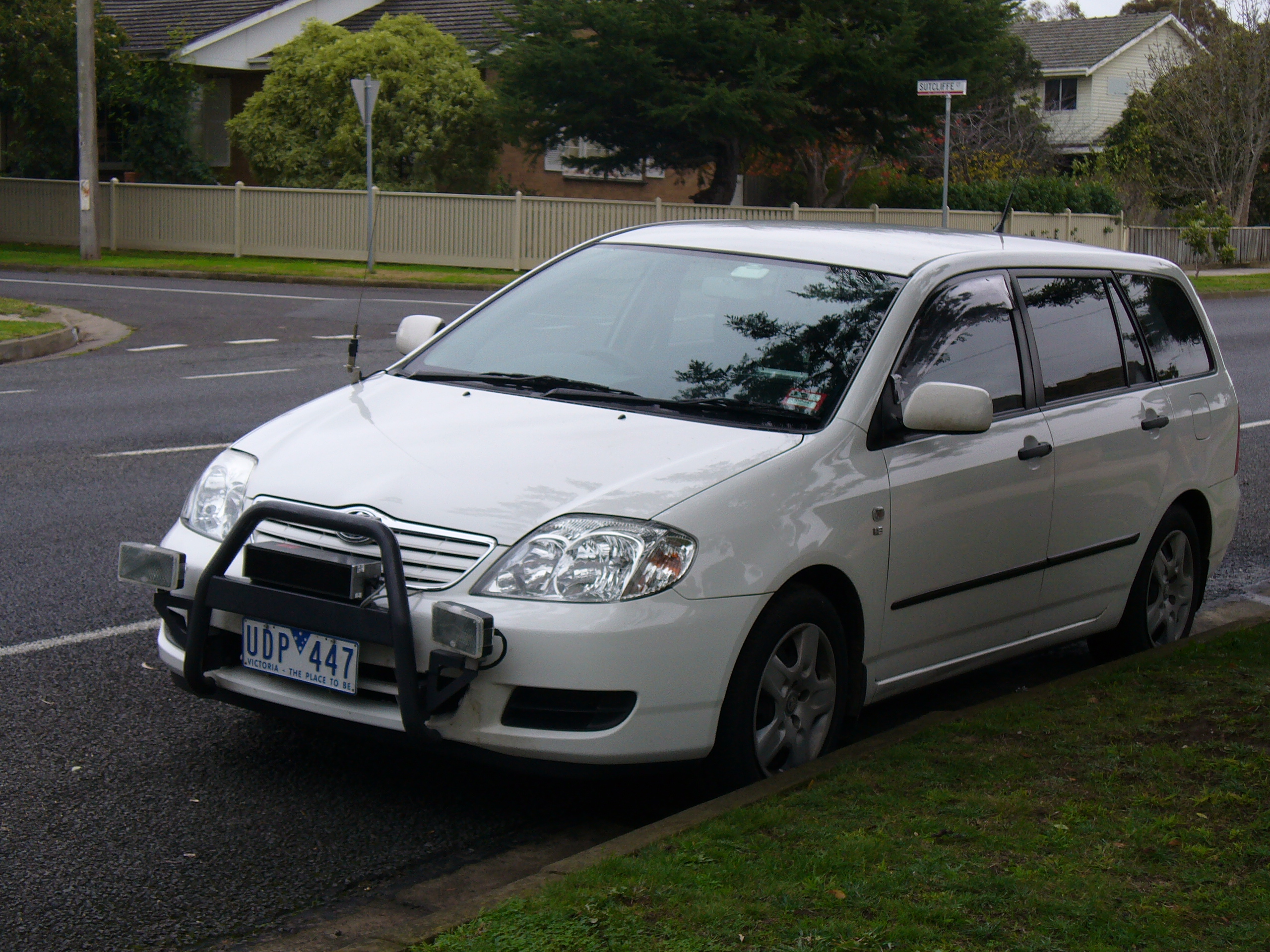
La Gatso Mobile Speed Camera, usata nel Victoria (Australia). La camera è montata sul cruscotto lato passeggero, e la scatola nera sul muso è l'unità radar.

Nel 2004 un autovelox fisso Poltech sulla Western Ring Road di Melbourne rilevò una berlina quattro cilindri Datsun 120Y che viaggiava a 158 km/h, ma una verifica successiva constatò che quel veicolo non superava i 117 km/h. Un'inchiesta del governo dello Stato di Victoria (Australia) accertò che la manutenzione e le verifiche di precisione non erano state svolte con regolarità.
Il Victoria ottenne una forte riduzione delle morti da incidente stradale nel 2008 e 2009. I resoconti giornalistici attribuirono il successo ad una campagna coordinata e ben finanziata, rivolta ai più "rischiosi" conducenti giovani, con una vigilanza più aggressiva, un'attività di polizia aumentata, contrasto alla guida in stato di ebbrezza, e nel 2009, un aumento del 50% nell'uso di autovelox mobili.
Dopo una crescente ondata di lamentele sulle sanzioni scorrette ed inappropriate, l'Auditor-General di Victoria si prefigge di investigare se gli autovelox vengano usati prevalentemente per foraggiare il governo dello Stato invece che per migliorare la sicurezza.
Nel giugno 2011, in Victoria, il numero di vittime stradali dell'anno fino a quel momento veniva indicato come "significativamente più alto" di quello registrato nello stesso periodo dell'anno precedente.
Il governo di Victoria prevedeva di incassare nel 2011 245 milioni di dollari australiani dalle sanzioni imposte ai trasgressori del suo codice stradale, in gran parte riguardanti l'eccesso di velocità.

### Canada
Gli autovelox erano stati un argomento elettorale rilevante nelle province di Ontario e Columbia britannica, e vennero aboliti dai primi ministri Mike Harris nel 1995 e Gordon Campbell nel 2001.
Nel febbraio 2006 Edmonton (Alberta) fu travolta da uno scandalo poiché appariva che due agenti di polizia avessero accettato tangenti da imprenditori privati che volevano aggiudicarsi vantaggiosi contratti per fornire autovelox. Gli agenti e gli appaltatori hanno dovuto affrontare procedimenti penali per questi fatti.
Nel settembre 2012 il capo della polizia di Edmonton Rod Knecht propose il sequestro per i veicoli di chi corre eccessivamente, dopo che ne era stata scoperta un'ondata, di cui alcuni che superavano il limite anche di 50-100 km/h.

### Regno Unito

Segnale britannico che preavvisa della presenza di un autovelox.

Il Regno Unito impiega numerosi metodi di contrasto alla velocità eccessiva, tra cui rilevatori di velocità media e autovelox più convenzionali, tuttavia otto contee stanno per spegnere o togliere gli autovelox, ed altre due stanno considerando un tale passo.
Si è anche discusso se l'uso dei mezzi di ripresa per costringere un guidatore ad ammettere l'eccesso di velocità costituisca una violazione dei diritti umani fondamentali europei; ad ogni modo, la Corte europea dei diritti dell'uomo nella causa O’Halloran and Francis v United Kingdom del 2007 ha statuito che non vi fosse lesione dell'articolo 6 dello Human Rights Act 1998 nel richiedere ai proprietari dei veicoli colti strumentalmente nella violazione dei limiti di fornire il nome del conducente, a pena di essere assoggettati alle medesime sanzioni in caso contrario.
La quota di agenti addetti al traffico stradale è scesa dal 15–20% dell'organico della Polizia nel 1966 al sette per cento nel 1998, e tra il 1999 e il 2004 del 21%. È anche dibattuto se la riduzione negli incidenti stradali per km percorso di questo periodo sia dovuta alle postazioni automatiche. Nel periodo di sette mesi dopo lo spegnimento degli autovelox nell'Oxfordshire nell'agosto 2010, le vittime aumentarono da 12 a 18, un valore non in linea con la variazione dei decessi in un periodo di dieci anni. Si fecero dei progetti per riattivare gli autovelox nel novembre 2010, considerato che nei siti delle telecamere erano aumentate le velocità di percorrenza, fatto verificato nell'aprile 2011. L'Oxfordshire aveva seguito l'esempio di Swindon, che registrò una flessione di incidenti, feriti gravi e decessi.

### Stati Uniti
Nello Stato USA dell'Ohio, la questione se ai sensi della Costituzione dell'Ohio un comune abbia il potere di notificare violazioni fondate su autovelox è stata esaminata dalla Corte Suprema dell'Ohio il 18 settembre 2007, nella causa Kelly Mendenhall et al. v. The City of Akron et al. La corte ha deciso in favore di Kelly Mendenhall.
Patagonia (Arizona) è stata indicata dal sito della National Motorists Association (speedtrap.org) come la città che possedeva una delle speed trap più attive della nazione. Gli agenti di quella polizia locale nascondono regolarmente le auto di servizio dietro gli alberi lungo la Arizona Highway 82 nella zona in cui i conducenti entrano nella periferia della città. Il limite di velocità segnalato passa repentinamente da 55 mph a 30 mph, e i conducenti che non stanno più che all'erta vengono colti in fallo. La sanzione minima applicata, anche per aver superato il limite di un solo miglio, è $146.
Inizialmente l'Illinois usava gli autovelox solo in prossimità dei cantieri stradali. C'era una legislazione che metteva in programma di estenderne l'impiego a tutto il territorio dello Stato. Ma Chicago ha esteso il suo programma di camere automatiche per il rosso semaforico e sta progettando di installare autovelox presso le scuole. Alcune periferie (ad esempio Alsip) hanno già camere di ripresa a varie intersezioni.
Alcuni Stati USA che in passato permettevano i sistemi di registrazione visiva per il semaforo rosso ma non gli autovelox ('photo radar'), ora hanno approvato, o stanno considerando, l'introduzione di autovelox. La legislazione del Maryland approvò un programma simile nel gennaio 2006. Nel 2005, 2006, 2008 e 2009 il parlamento della California esaminò, senza approvarle, proposte di legge intese all'adozione di autovelox. I parlamentari del Tennessee stanno anche considerando di aumentare il numero dei loro autovelox dopo i successi di Chattanooga come aver generato $158 811 di entrate nei primi tre mesi.
Uno studio del 2007 sugli autovelox della Arizona State Route 101 a Scottsdale trovò una riduzione del 50% nella frequenza totale di incidenti, con i feriti abbattuti del 40% ma i tamponamenti cresciuti del 55%.
Nel 2008 erano stati piazzati autovelox sulle strade di scorrimento nei dintorni di Phoenix che "catturavano" i conducenti che superavano i limiti di almeno 11 mph. Per il 2009 si prevedeva che ne venissero installati altri 100.
Nel 2009 esistevano autovelox in 48 comunità degli Stati Uniti, tra cui Arizona, Colorado, Illinois, Iowa, Louisiana, Maryland, Massachusetts, New Mexico, Ohio, Oregon, Tennessee, Washington, e Washington, D.C.
Nel 2017 il National Safety Council ha classificato gli Stati in termini di misure di sicurezza stradale come autovelox automatici e camere contro la violazione del semaforo rosso, limite di velocità sulle interstate, e limiti inferiori in prossimità delle scuole.
Negli Stati Uniti è comune che tutte le procedure di installazione, gestione, e verifica siano svolte da società private che in alcuni Stati sono pagate in base al numero di infrazioni che rilevano, e spesso senza regime di collaudo di sorta, però a questi dispositivi è richiesto per legge di scattare almeno due foto di ciascun veicolo.
Si sono formati comitati di opposizione mi alcuni posti in cui vengono usati gli autovelox. Nella città USA di Scottsdale (Arizona) si formò il gruppo attivista CameraFraud che mise in atto manifestazioni di protesa e raccolte di firme per contrastare l'uso di apparecchiature contro gli eccessi di velocità ('photo radar'). Alle elezioni del 2008 nel territorio della contea di Pinal, Paul Babeau vinse l'elezione a sceriffo dopo una campagna in cui aveva promesso di eliminare gli autovelox.
È stato annunciato che l'Arizona non avrebbe rinnovato il contratto con la Redflex, società che gestisce le camere. Tuttavia, molte città in Arizona (ad esempio, Chandler, Mesa, Scottsdale, Paradise Valley, Superior) hanno ancora camere per il semaforo rosso e/o contro gli eccessi di velocità. La repressione a mezzo camere è illegale nel comune di Gilbert (Arizona). Tempe (Arizona) ha eliminato tutte le camere per il semaforo rosso. Baker (Louisiana) ha ancora un contratto con la Redflex. Questo legame è oggetto di iniziativa legislativa.

### Francia
In Francia gli autovelox fissi sulle autostrade sono preannunciati da un segnale posto tra 500 m e 2 km prima: Pour votre sécurité, contrôles automatiques (Per la vostra sicurezza, controlli automatici) e segnati sulle carte autostradali. Sulle strade di altri tipi, talvolta c'è un segnale comunque un cartello elettronico che ti mostra a che velocità viaggi può indicare che ci sia un autovelox fisso più avanti. In alcune zone ora sono in funzione camere che controllano la velocità media.

### Svizzera
In Svizzera è severamente proibito segnalare la presenza dei radar. Se il software di un navigatore comprende la posizione dei radar, può essere confiscato e distrutto. Questo vale anche per i telefoni cellulari o i dispositivi portatili con la funzionalità descritta.

### Italia
In Italia gli autovelox fissi su autostrade e statali sono preannunciati con un segnale posto almeno 250 m più a monte (non meno di 150 m sulle strade urbane e non meno di 80 m sulle altre strade): Controllo elettronico della velocità, e le posizioni degli autovelox sono indicate sulle mappe stradali italiane.

### Spagna e Portogallo
In Spagna e Portogallo alcuni dispositivi rilevano i veicoli che stanno procedendo a velocità eccessiva, e di conseguenza fanno passare alla fase di rosso un semaforo nei paraggi, in modo da farli fermare.